# リトアニア人民族主義連合
リトアニア人民族主義連合（リトアニア語: Lietuvių tautininkų sąjunga、略称: LTS）はリトアニアの民族主義政党。1926年のクーデターによって1926年から1940年までアンターナス・スメトナ大統領の権威主義体制下で与党であった。

## 沿革
1924年8月17日から8月19日にかけてシャウレイで開催された会議にて、民族進歩党（1916年設立）とリトアニア農耕連合（1919年設立）が合併して設立された。党の支持は得られず、1926年5月の議会選挙では85議席中3議席しか獲得できなかった。党は保守的で国粋主義的であり、強い軍隊と強い指導者の必要性を強調していた。
1926年のクーデターの際、軍は民主的な政府を退陣させ、アンターナス・スメトナをリトアニアの新大統領に、アウグスティナス・ヴォルデマラスを新首相とする新政権を樹立した。1927年4月、スメトナは議会を解散した。その年、ヴォルデマラスはリトアニア人民族主義連合の準軍事組織として鉄の狼を設立した。1929年9月、スメトナはヴォルデマラスを首相から解任し、義兄弟であるユオザス・トゥーベリスを首相に任命した。
1928年と1938年の新憲法によって独裁体制が確立され、政治的反対派は弾圧された。1936年6月の選挙に備えて他の政党は禁止され、リトアニアで唯一の合法政党となった。1930年代には、党はますます急進的になり、イタリアのファシズムに同調するようになった。ドイツのクライペダ（メーメル）割譲に関する最後通告によって、2人の野党議員を閣僚理事会に認めざるを得なくなった後、政治的な危機に陥るまでは、リトアニア人民族主義連合がリトアニア唯一の政党であり続けた。1940年6月にソビエト連邦がリトアニアを併合したことにより、党は解散した。
1990年に同名の党（2017年からはリトアニア人民族主義共和党）が再結成され、戦間期のリトアニア人民族主義連合の後継政党と主張している。